# Saint-Germain-les-Belles
Saint-Germain-les-Belles é uma comuna francesa na região administrativa da Nova Aquitânia, no departamento de Alto Vienne. Estende-se por uma área de 37,28 km². Em 2010 a comuna tinha 1 171 habitantes (densidade: 31,4 hab./km²).